# Aurora Folquer i Pedret
Aurora Folquer i Pedret   (Maella, 7 de setembre de 1888 - 1966) va ser una pintora catalana activa les primeres dècades del segle xx.

## Biografia
Filla d’un farmacèutic aragonès i d’una catalana, Aurora Folquer va néixer a Maella cap el 1883, segons algunes fonts, o el 7 de setembre de 1888, segons d'altres. Es va iniciar en la pintura pels volts del 1910 amb Dionisio Lasuén, un mestre saragossà, i a finals de 1912 es va desplaçar a Barcelona per estudiar amb Francesc Galí.
El febrer de 1913 va fer la seva exposició de presentació a les Galeries Dalmau, mostrant una vintena d’obres. Segons la premsa de l’època, hi va exposar asuntos pintorescos i tipos característicos, d’entre els quals destacaven unes gitanes de gran format molt atrevides, i va sorprendre per la seva pintura espontània i acolorida. Tres anys més tard va participar en l'exposició d’artistes aragonesos que es va fer al Centre Aragonès de Barcelona i l’any 1917 ho va fer en l'exposició en honor dels enviats francesos que havien arribat a la ciutat per a la clausura de l'exposició d’art francès que es va presentar a les Galeries Dalmau.
El novembre de 1925 va tornar a exposar individualment a les Galeries Dalmau. A la dècada de 1920 també va participar en l'Exposició d’Art Modern Nacional i Estranger celebrada a les mateixes galeries el 1929, en la qual es van veure un total de 105 obres de 55 artistes, entre les quals Elvira Homs Ferrés, Montserrat Casanova i Maria Lluïsa Lamor. En el catàleg de la mostra es referencia que hi va exposar una gitana.
La darrera notícia que se’n té, d’uns anys més tard, és la seva participació al Salón de Artistas Aragoneses que es va fer al Centre Aragonès de Barcelona l’octubre de 1935, coordinat per l’artista Eleuterio Blasco Ferrer, en el qual va presentar dues pintures.
El Museu Comarcal de Manresa conserva tres obres d’Aurora Folquer. L’any 2020 l'Ajuntament de Maella va recuperar alguns quadres de la pintora que estaven a punt de ser destruïts.